# スリーピングフラワー
『スリーピングフラワー』（Sleeping Flower）は、2005年10月29日に公開された日本映画。第6回ブラジル国際映画祭正式招待作品。

## 概要
ロケ地の大部分は群馬県吾妻郡嬬恋村で行われており、病院のシーンだけは東京都世田谷区で撮影されている。柿本ケンサクの劇場公開初監督作であると同時に、工藤里紗の映画初主演作でもある。
エキストラの出演がなく、劇中に登場するキャストは9人である。渋谷シネ・ラ・セット（単館上映）にて3週間限定でレイトショーされ、2006年にはDVDで発売された。

## あらすじ
深雪（みゆき）は千春が医者から何もないところで休養するように言われたことを受けて、一緒にある田舎町を訪れることとなる。医者から紹介された父子で経営しているペンション「ホテル ド アサダ」に数日間泊まることになった。

## キャスト
- 坪井深雪（20）･･･工藤里紗

大学生。活発でホテル ド アサダに着いてからは、たいていその周辺を散策している。自分にだけかず子の姿が見える。
- 坪井千春（24）･･･藤真美穂

深雪の姉。古本屋の店員。物静かでホテル ド アサダに着いてからは、たいてい寝泊りする部屋で本を読んでいる。
- 浅田正一（48）･･･田中要次

ホテル ド アサダのオーナー。毎日ホテル ド アサダのカギがかかった部屋に出入りしている。
- 浅田正午（27）･･･高野八誠

正一の息子。ホテル ド アサダの従業員。車で食料などの買出しに行っている。幼い頃に母を亡くす。
- かず子（25）･･･今宿麻美

正一の妻。25歳のときに崖から飛び降り自殺している。ホテル ド アサダの付近に当時の姿で現れる。
- 峰さん（40）･･･マメ山田

地元の釣り人。ホテル ド アサダの近くにある湖で魚を獲っている。
- ジジィ（65）･･･菅登未男

かず子の父。地元農家の老人。坪井姉妹を軽トラの荷台に乗せてあげたが、途中で二人を無理やり降ろす。
- 浅野チュー太郎（不詳）･･･中野渡大士

地元の清掃人。名前のとおり、顔にネズミのようなメイクをしている。
- 医者（40）･･･山本浩司

精神科医。東京の病院で千春に人里離れたところへ行き休養するよう勧める。

## 主題歌・挿入歌
- 主題歌:「Juradira」
  - 作詞：micca、作曲：大橋好規、歌：Nagi
- 挿入歌:「小さな雫一つ」
  - 作詞：micca、作曲：大橋好規、歌：Nagi

## スタッフ
- プロデューサー - 山梨一寿、狩野善則
- ラインプロデューサー - 大島孝夫
- 脚本 - 川端麻祐子、打木健司、柿本ケンサク
- 撮影 - 刈谷亮介
- 照明 - 原春男
- 録音 - 海野サヨコ
- 美術 - 延賀亮
- スタイリスト - 田村和之
- ヘアメイク - 有川曜平
- 助監督 - 仙田祐一郎
- 企画・製作 - フォルム / Breath

## 関連商品
- スリーピングフラワー DVD（2006年6月23日、ハピネット・ピクチャーズ）